# Гвам на Светском првенству у атлетици на отвореном 2023.
Гвам је учествовао на 19. Светском првенству у атлетици на отвореном 2023. одржаном у Будимпешти од 19. до 27. августа седамнаести пут. Репрезентацију Гвама представљао је 1 атлетичар који се такмичио у трци на 100 метара. ,
На овом првенству такмичар Гвама није освојио ниједну медаљу али је оборио лични рекорд.

## Учесници
Мушкарци:
- Џозеф Грин — 100 м

## Резултати

### Мушкарци
| Атлетичарка | Дисциплина | Лични рекорд | Предтакмичење | Предтакмичење | Квалификације | Квалификације | Полуфинале          | Полуфинале          | Финале              | Финале       | Детаљи |
| Атлетичарка | Дисциплина | Лични рекорд | Резултат      | Место         | Резултат      | Место         | Резултат            | Место               | Резултат            | Место        | Детаљи |
| ----------- | ---------- | ------------ | ------------- | ------------- | ------------- | ------------- | ------------------- | ------------------- | ------------------- | ------------ | ------ |
| Џозеф Грин  | 100 м      | 22,01        | 10,84 КВ, ЛР  | 2. у гр. 4    | 10,91         | 8. у гр. 7    | Није се квалификово | Није се квалификово | Није се квалификово | 50 / 71 (75) |        |